# Koło jakości
Koło jakości lub koło kontroli jakości (ang. quality circle, quality control circle) – grupa pracowników, których celem jest analizowanie procesów pod względem  poprawy jakości.
Koła jakości zaczęły zyskiwać popularność w Japonii od 1962. Są jednym z elementów składowych koncepcji Total Quality Management. Ich elementami charakterystycznymi są: inicjatywa oddolna, spotkania poza godzinami pracy i dobrowolne uczestnictwo.